# Meurival
Meurival ist eine französische Gemeinde mit 58 Einwohnern (Stand: 1. Januar 2022) im Département Aisne in der Region Hauts-de-France. Sie gehört zum Arrondissement Laon und zum Kanton Villeneuve-sur-Aisne.

## Lage
Die Gemeinde Meurival liegt an der Grenze zum Département Marne zwischen den Flusstälern von Aisne und Vesle, rund 22 Kilometer nordwestlich von Reims und etwa 32 Kilometer östlich von Soissons. Nachbargemeinden von Meurival sind Concevreux im Nordosten, Ventelay im Südosten, Romain im Süden und Muscourt im Westen.

## Bevölkerungsentwicklung
| Jahr                       | 1962 | 1968 | 1975 | 1982 | 1990 | 1999 | 2006 | 2014 | 2022 |
| -------------------------- | ---- | ---- | ---- | ---- | ---- | ---- | ---- | ---- | ---- |
| Einwohner                  | 77   | 66   | 46   | 44   | 51   | 60   | 61   | 51   | 56   |
| Quellen: Cassini und INSEE |      |      |      |      |      |      |      |      |      |

## Sehenswürdigkeiten

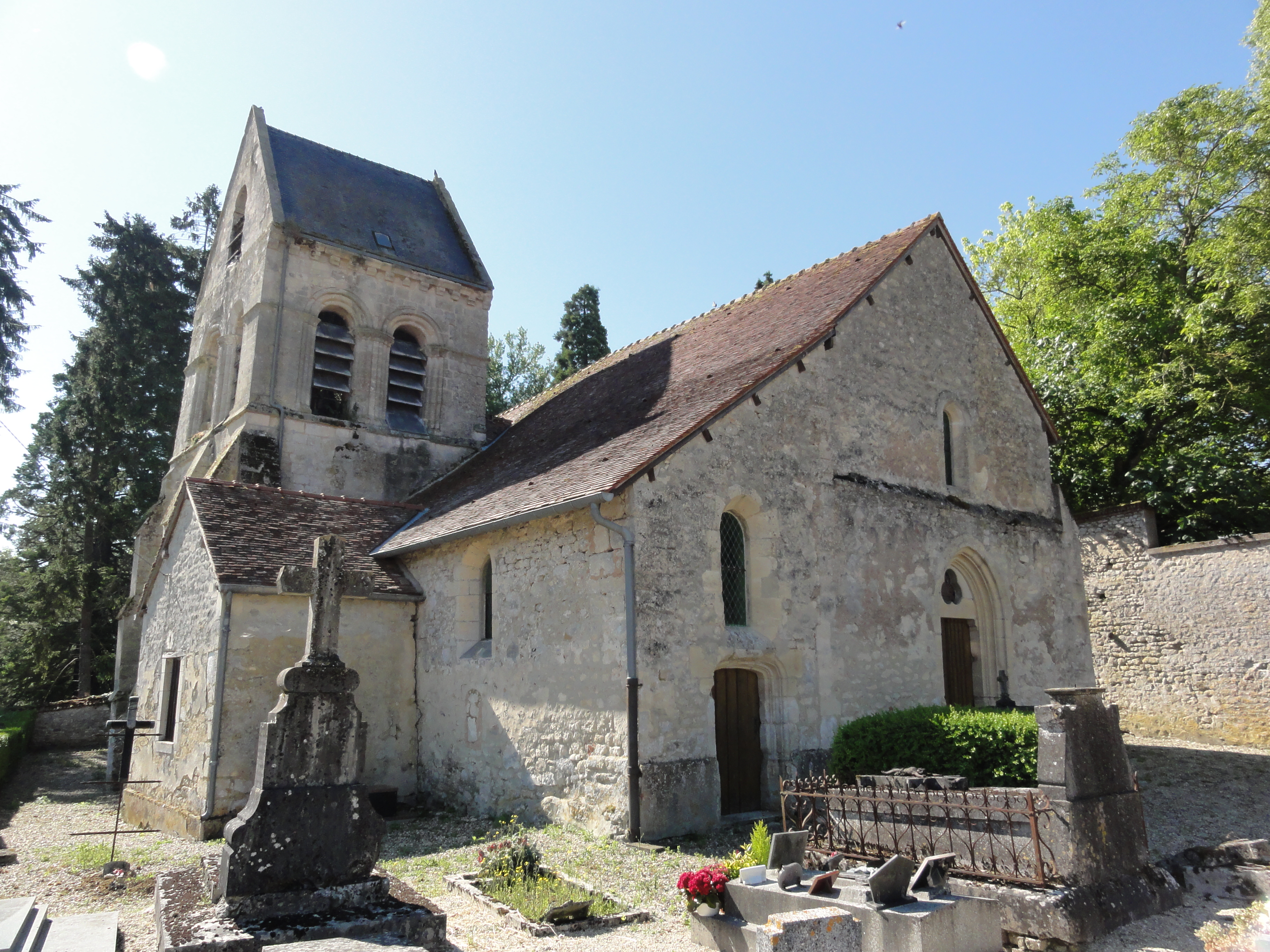
Kirche Saint-Nicolas
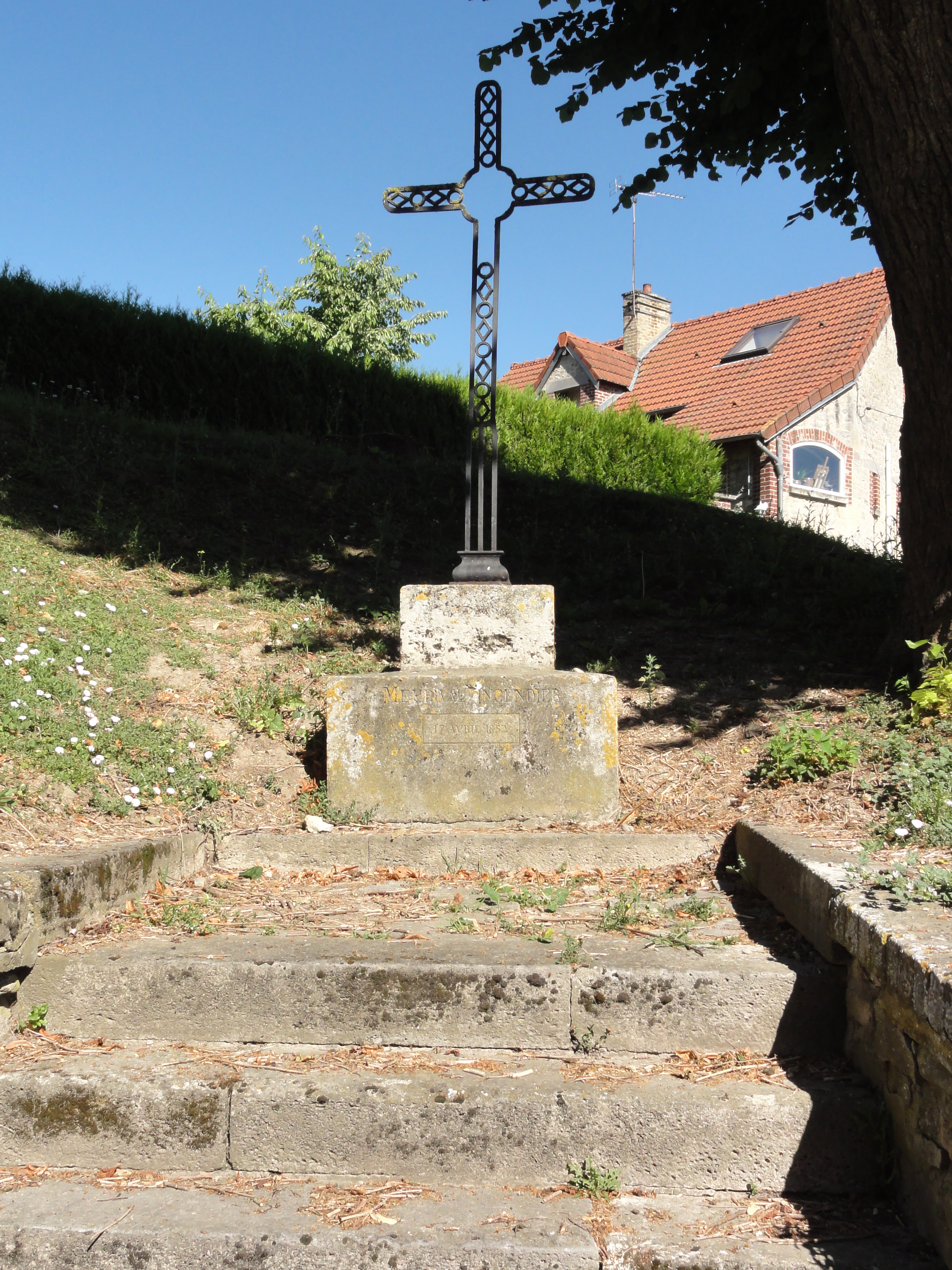
Wegkreuz

- Kirche Saint-Nicolas
- Wegkreuz